# Droga wojewódzka 509
Die Droga wojewódzka 509 (DW 509) ist eine Woiwodschaftsstraße in Polen und verläuft in West-Ost-Richtung innerhalb der Woiwodschaft Ermland-Masuren. Auf einer Länge von 43 Kilometern durchzieht sie den Powiat Elbląski (Kreis Elbing), den Powiat Braniewski (Kreis Braunsberg) und den Powiat Lidzbarski (Kreis Heilsberg).
Die DW 509 verbindet die Städte Elbląg (Elbing) und Młynary (Mühlhausen) sowie die Schnellstraße 22, die Landesstraßen 7 und 22 sowie die Woiwodschaftsstraßen 500, 503, 504, 505, 506 und 513 miteinander.

## Verlauf der DW 509
Woiwodschaft Ermland-Masuren:
Grodzki Elbląg (Stadtbezirk Elbing):
- Elbląg (Elbing) (→ S 22 (ehemalige Reichsautobahn Berlin–Königsberg): Elbląg – Grzechotki (Rehfeld)/Mamonowo II (Heiligenbeil) – Kaliningrad (Königsberg (Preußen)), DK 7: Danzig ↔ Pasłęk (Preußisch Holland) – Warschau – Radom – Chyżne/Slowakei, DK 22: Elbląg – Starogard Gdański (Preußisch Stargard) – Kostrzyn nad Odrą (Küstrin)/Deutschland, DW 500: Elbląg – Elbląg Wschod (Ost), DW 503: Elbląg – Tolkmicko (Tolkemit) – Pogrodzie (Neukirch Höhe) und DW 504: Elbląg – Milejewo (Trunz) – Pogrodzie – Frombork (Frauenburg) – Braniewo (Braunsberg))

Powiat Elbląski (Kreis Elbing):
- Stoboje (Stoboy, 1938–45 Stoboi)
- Wilkowo (Wolfsdorf Höhe) (→ S 22: Elbląg – Grzechotki (Rehfeld)/Mamonowo II – Kaliningrad)
- Pomorska Wieś (Pomehrendorf)
- Zastawno (Schönberg)
- Zaścianki (Schwängen)
- Młynary (Mühlhausen) (→ DW 505: Frombork (Frauenburg) ↔ Pasłęk (Preußisch Holland))

X Staatsbahnlinie Nr. 204: Malbork (Marienburg) – Braniewo (Braunsberg)/Mamonowo (Heiligenbeil) – Kaliningrad X
- Młynarska Wola (Herrndorf)

Powiat Braniewski (Kreis Braunsberg):
- Nowica (Neumark) (→ DW 506: Nowica – Chruściel (Tiedmannsdorf))
- Wilczęta (Deutschendorf)
- Gładysze (Schlodien)
- Spędy (Spanden)

~ Pasłęka (Passarge) ~
Powiat Lidzbarski (Kreis Heilsberg):
- Dąbrówka (Klein Damerau)
- Bażyny (Basien)
- Klusajny (Klutshagen)
- Drwęczno (Wagten) (→ DW 513: Pasłęk (Preußisch Holland) ↔ Orneta (Wormditt) – Lidzbark Warmiński (Heilsberg) – Wozławki (Wusslack))